# Epactris tabifica
Epactris tabifica är en fjärilsart som beskrevs av Edward Meyrick 1921. Epactris tabifica ingår i släktet Epactris och familjen äkta malar. Inga underarter finns listade i Catalogue of Life.